# Good Design Awards
Good Design Awards — международный конкурс промышленного и графического дизайна, организованный Чикагским Атеней Музеем Архитектуры и Дизайна (Chicago Athenaeum Museum of Architecture and Design), совместно с Европейским Центром Архитектуры, Искусства, Дизайна и Городских Исследований (European Centre for Architecture, Art, Design and Urban Studies). Конкурс охватывает проекты, разработанные и выпущенные во всём мире.

## История
Конкурс основали в 1950 году в Чикаго архитекторы Ээро Сааринен (Eero Saarinen), Чарльз и Рэй Имз (Charles and Ray Eames) и Эдгар Кауфман Младший (Edgar Kaufmann, Jr.). Логотип для конкурса в этом же году разработал графический дизайнер Морт Голдшол (Mort Goldsholl).

## Номинации
- Электроника (Electronics).
- Защитное снаряжение (Protective equipment).
- Энергетические системы (Energy systems).
- Робототехника (Robotics / bionics).
- Медицина (Medical).
- Мебель (Furniture).
- Текстиль (Textiles).
- Промышленность (Industrial).
- Окружающая среда (Environment).
- Оборудование (Hardware).
- Инструменты (Tools).
- Ванная и аксессуары для ванной (Bath and accessories).
- Кухня и техника для кухни (Kitchen / appliances).
- Половые и настенные покрытия (Floor and wall covering).
- Предметы сервировки стола (Tabletop).
- Техника для дома (Household products).
- Личные аксессуары (Personal).
- Продукты для офиса (Office products).
- Транспорт (Transportation).
- Товары для детей (Children’s products).
- Товары для спорта и отдыха (Sports and recreation).
- Освещение (Lighting).
- Графика, фирменный стиль и упаковка (Graphics / identity / packaging).

## Победители
Среди компаний, отмеченных на конкурсе — Apple Computer, Aston Martin, AT&T, Bang & Olufsen, BMW, Electrolux, Fiat, General Electric Company, HP, Hitachi, Intel Corp., Japan Airlines, Logitech, Mercedes-Benz, Microsoft Corporation, Miele, NASA, Nestlé, Porsche, Philips Electronics, Samsung Electronics, Siemens, Vodafone, Volkswagen и многие другие.
Российские победители (студии и/или заказчики).
2002
- Упаковка сока «Rich» (Rich Juices), Open Design (категория Графика, фирменный стиль и упаковка).

2004
- Упаковка для DVD «Art Wrapping», Stavitsky Design (категория Графика, фирменный стиль и упаковка).

2008
- Упаковка для косметической продукции ОZON’C, Stavitsky Design (категория Графика, фирменный стиль и упаковка).
- Упаковка аудио альбома I’m so good для гараж рок группы the Types, Stavitsky Design (категория Графика, фирменный стиль и упаковка).

2011
- Упаковка хлеба «Русский Хлеб» (Bread That Speaks for Itself), Plenum Brand Consultancy (категория Графика, фирменный стиль и упаковка).